# Maas-Argonneoffensief
Het Maas-Argonneoffensief (of Meuse-Argonneoffensief) was een Amerikaans offensief aan het westfront van de Eerste Wereldoorlog in de herfst van 1918. Het was onderdeel van het Honderddagenoffensief waarbij de geallieerden eindelijk de Duitse linies doorbraken en de oorlog in hun voordeel beslisten. Het was de grootschaligste aanval in de geschiedenis van het Amerikaanse leger tot dan toe. Zowel de Amerikanen als de Duitsers leden zware verliezen.

## Achtergrond
Het Amerikaanse Eerste Leger onder generaal John Pershing kreeg een erg moeilijke opdracht: het moest avanceren langs de westoever van de Maas oprukken, in het oosten beschermd door de Fransen. Het dichtbeboste, heuvelachtige terrein was een natuurlijk fort.
De Duitsers profiteerden hiervan en schiepen een vernuftige verdediging in de diepte. Deze frontsector stond onder commando van generaal Max von Gallwitz, hoofd van het Duitse Vijfde Leger.
Voor de aanval waren 600.000 man beschikbaar. Dit waren echter veelal onervaren rekruten, die slecht getraind waren. Doordat het offensief zou samengaan met andere geallieerde aanvallen, konden de Britten en de Fransen minder materieel tot de Amerikanen hun beschikking stellen, waardoor minder tanks en vliegtuigen beschikbaar waren dan tijdens de kleinere Slag bij Saint-Mihiel.

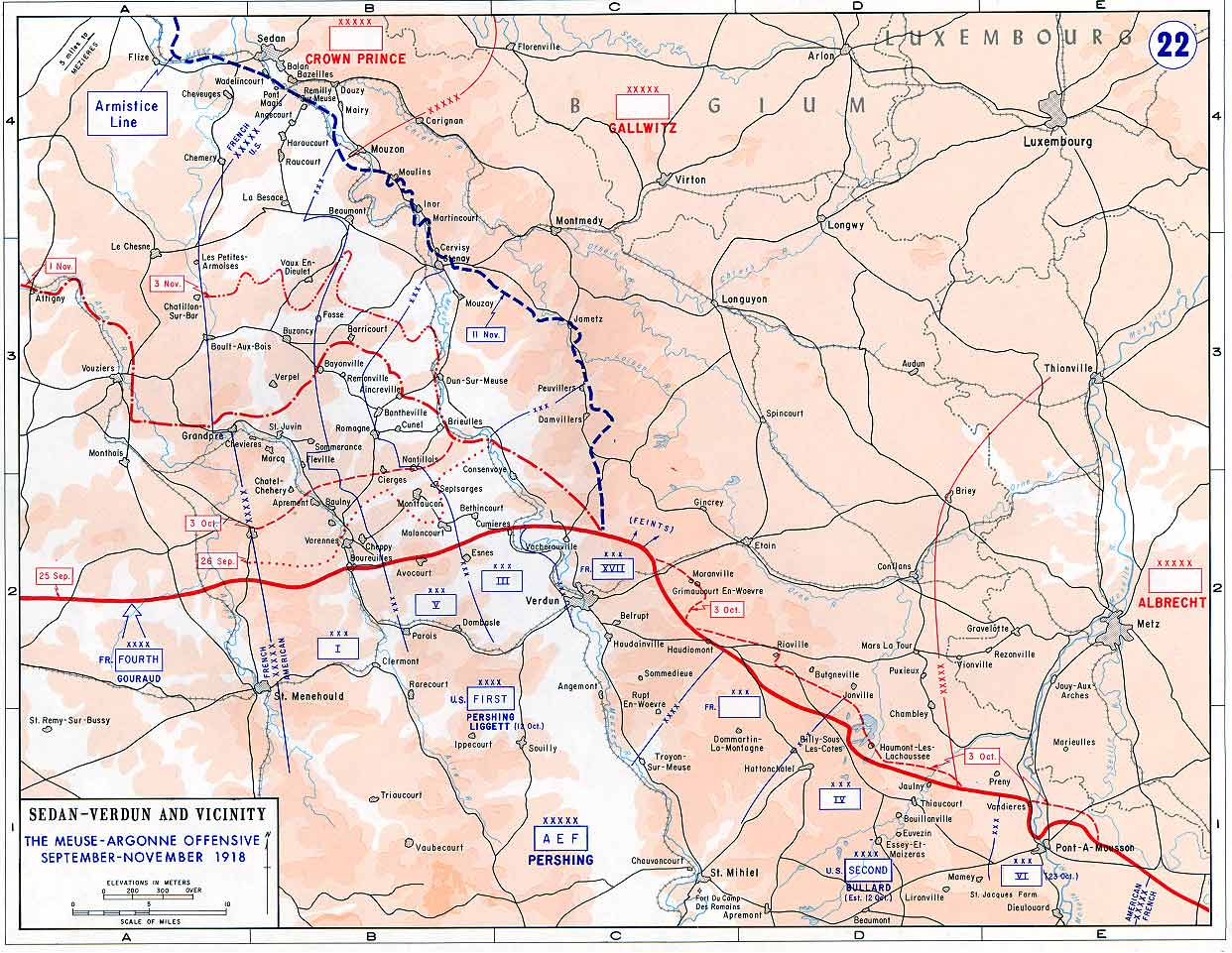
Situatie in het gebied, 1918

## Verloop

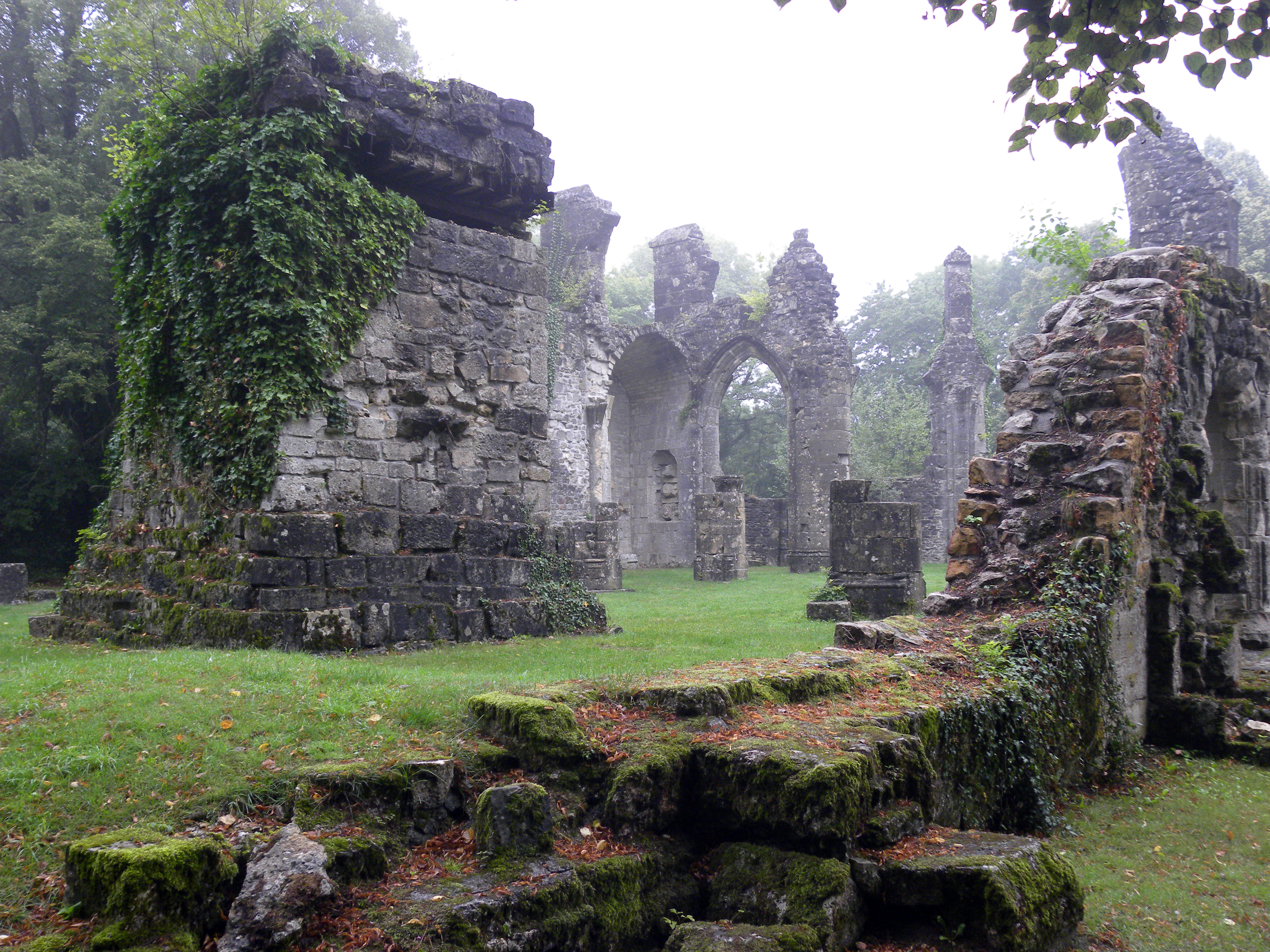
Het dorpje Montfaucon werd tijdens de slag volledig verwoest. De hoekige constructie was een Duitse observatiepost

Op 26 september werd de aanval gelanceerd. Door de onervarenheid van de Amerikanen, voerden ze slecht georganiseerde frontale aanvallen uit, die bloedig afgeslagen werden door het effectieve Duitse artillerie- en machinegeweervuur. In tegenstelling tot de rest van het front, konden de Duitsers hun luchtoverwicht hier wel handhaven en konden hierdoor snel zien waar de Amerikanen gingen aanvallen.
Tegen 28 september werd nergens meer vooruitgang geboekt en startten de Duitsers een tegenaanval. Die takelde de 35 Amerikaanse Divisie zodanig toe, dat die uit actieve frontdienst teruggetrokken werd. De blanke officieren van de Afro-Amerikaanse troepen van de 92ste Divisie begaven het onder de Duitse druk en vluchtten het bos in. Deze feiten werden later door velen, die beweerden dat de zwarte Amerikanen geen vechtlust aan de dag leggen, verdraaid. Het tegendeel was echter bewezen.
Door deze mislukte aanval geloofden de andere geallieerden dat de Amerikanen zulke aanvallen niet konden uitvoeren en wilden, net als de geallieerde opperbevelhebber Ferdinand Foch, dat de aanval onder Frans bevel werd voortgezet. Pershing kon Foch uiteindelijk toch overtuigen. De aanval ging op 4 oktober gewoon door, deze keer met meer getrainde troepen in de hoofdrol. Ondanks de grote motivatie van de Amerikaanse troepen, waren de verliezen erg hoog. Delen van de Amerikaanse 77e divisie werden door de Duitsers volledig ingesloten. Het "verloren bataljon" hield het zes dagen uit, totdat het ontzet werd. Op 12 oktober waren alle Duitse stellingen in de Argonne ingenomen.
Hierna stootten de Amerikanen op het zuidelijke deel van de Hindenburglinie, waardoor de opmars alsnog een halt toegeroepen werd.
Weer reorganiseerde Pershing zijn troepen, ook mede omdat er reeds een miljoen Amerikaanse soldaten actief waren. Hij deelde de helft hiervan in bij het nieuwe Tweede Leger, onder leiding van generaal Bullard. Het Eerste Leger werd onder bevel van generaal Ligget, met zijn nieuwe tank- en infiltratietactieken geplaatst. Pershing zelf werd belast met het algemene commando. Liggets aanpak werkte: op 1 november werd het zuidelijke deel van de Hindenburglinie doorbroken door het Amerikaanse Vijfde Korps. Het Eerste Leger en delen van het Tweede Leger avanceerden langs beide oevers van de Maas.
Op 9 november stonden ze op de heuvels rond de Franse stad Sedan, 40 kilometer verder dan hun uitgangsposities.

## Gevolgen
Het offensief was een overwinning, maar daar werd een zeer hoge prijs voor betaald. De oorlog was twee dagen later voorbij.

## In fictie
Het verhaal van het "verloren bataljon" diende als inspiratie voor de film The Lost Battalion uit 2001.
Luik · Halen · Grenzen · 1ste Marne · Antwerpen · Race naar de Zee · 1ste Ieper · Neuve-Chapelle · 2de Ieper · 2de Artesië · Heuvel 62 · 3de Artesië · Loos · Verdun · Hulluch · Mount Sorrel (Zillebeke) · Somme · Arras · Vimy · 2de Aisne (Nivelle-Offensief) · Mesen · 3de Ieper (Passendale) · Cambrai · Lenteoffensief (Michael · Blücher-Yorck · Gneisenau · Georgette — 4de Ieper · 2de Marne — Rheims-Marneschutz) · Belleaubos · Château-Thierry · Hamel · Honderddagenoffensief